# Idaea semisericea
Idaea semisericea är en fjärilsart som beskrevs av W. Warren 1897. Idaea semisericea ingår i släktet Idaea och familjen mätare. Inga underarter finns listade i Catalogue of Life.